# Gigean
Gigean település Franciaországban, Hérault megyében. Lakosainak száma 6559 fő (2022. január 1.). Gigean Balaruc-le-Vieux, Cournonsec, Fabrègues, Frontignan, Montbazin, Poussan és Vic-la-Gardiole községekkel határos.

## Népesség
A település népességének változása:
| Lakosok száma | 1847 | 2021 | 2529 | 4972 | 6118 | 6399 | 6426 | 6507 | 6563 | 6559 |
|               | 1968 | 1982 | 1990 | 2006 | 2013 | 2015 | 2017 | 2019 | 2020 | 2022 |